# Feurs
Feurs is een gemeente in het Franse departement Loire (regio Auvergne-Rhône-Alpes). De plaats maakt deel uit van het arrondissement Montbrison. Feurs telde op 1 januari 2022 8.370 inwoners. In de gemeente ligt spoorwegstation Feurs.
Feurs (Latijn: Forum Segusiavorum, naar de volksstam van de Segusiavi) gaf zijn naam aan het oude graafschap Forez.

## Geschiedenis

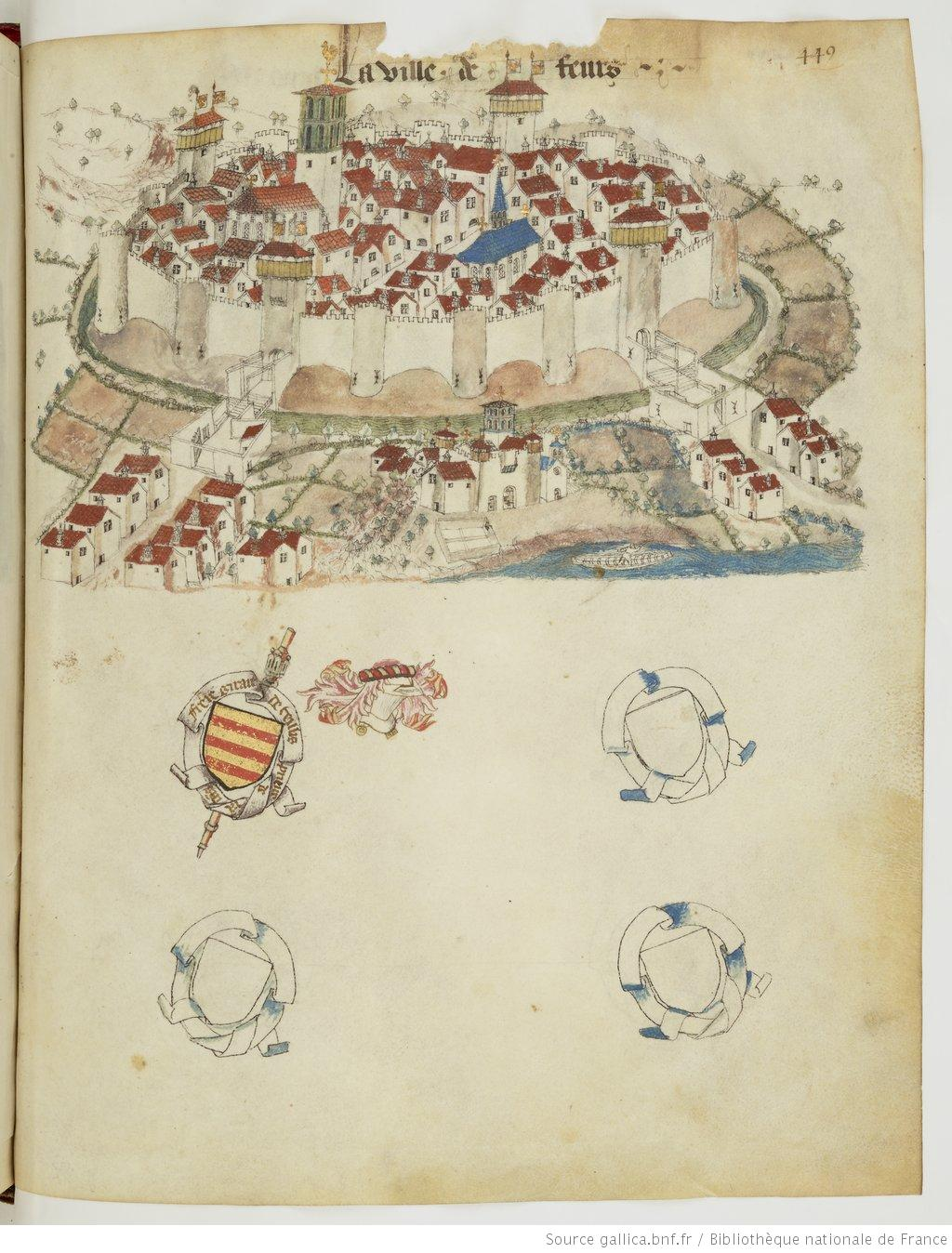
Feurs in de 15e eeuw

Al voor de komst van de Romeinen lag hier een Gallische nederzetting. In de Gallo-Romeinse periode werd dit Forum Segusiavorum, naar de stam van de Segusiavi. De plaats was gunstig gelegen aan een kruispunt van wegen en bereikte haar grootste omvang in de 2e eeuw. Vanaf het midden van de 3e eeuw slonk de economische activiteit aanzienlijk en kromp de nederzetting. Vanaf de 4e eeuw tot de tweede helft van de 10e eeuw zijn er weinig sporen.
Aan het begin van de 12e eeuw had Feurs een kasteel van waaruit de wegen naar Lyon, Roanne, Saint-Germain-Laval, Thiers en Clermont-Ferrand werden bewaakt. De plaats kende een bescheiden bloei dankzij haar markten maar dit werd geremd door de Honderdjarige Oorlog. Om zich te beschermen tegen plunderaars werd een stadsmuur aangelegd. Binnen deze muur woonden ongeveer 600 mensen. Na deze oorlog hernam de handel en er werden wijken buiten de stadsmuur gebouwd. In 1534 werd Forez bij Frankrijk aangehecht en Feurs werd een administratief en gerechtelijke centrum.
Tijdens de terreur na de Franse Revolutie veroordeelde de plaatselijke revolutionaire rechtbank onder leiding van Claude Javogues verschillende opposanten tot de guillotine. Bij de creatie van de departementen verloor Feurs al snel haar rol als administratief en gerechtelijke centrum. De stad werd prefectuur maar verloor deze functie in 1795 aan Saint-Étienne. De slechte staat van de wegen en het ontbreken van een brug over de Loire speelde de plaats ook parten. In de loop van de 19e eeuw werd de gemeente gemoderniseerd. De stadsmuur werd afgebroken, er kwamen nieuwe wegen en een brug over de Loire (1830) en Feurs kreeg een spoorwegstation.
In 1925 werd een hippodroom geopend in de gemeente.

## Geografie
De oppervlakte van Feurs bedroeg op 1 januari 2022 24,39 vierkante kilometer; de bevolkingsdichtheid was toen 343,2 inwoners per km².
De gemeente ligt centraal in het departement, in de vlakte van Forez. De Loire stroomt door de gemeente.

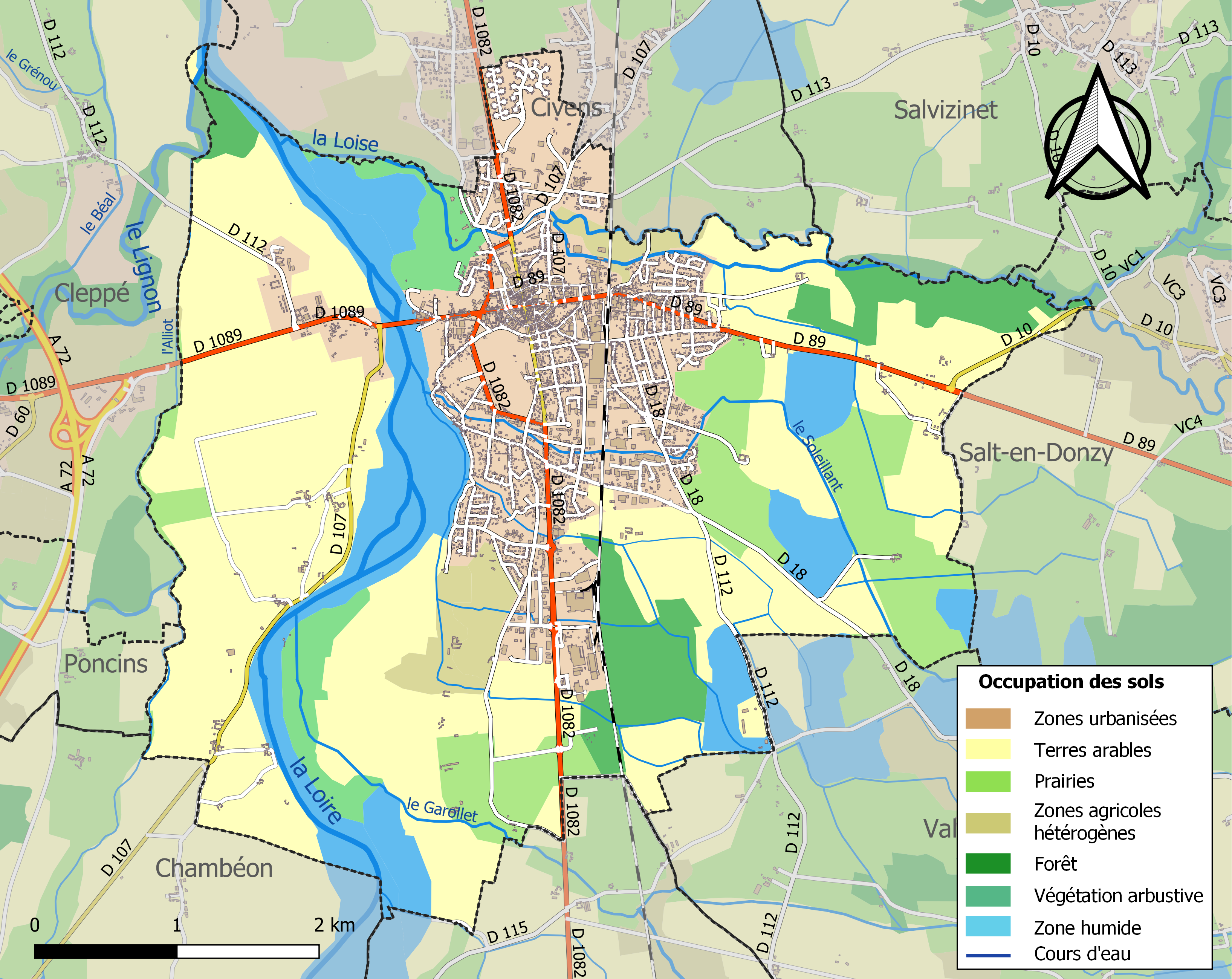
Kaart van de gemeente met de belangrijkste infrastructuur, bodemgebruik en omliggende gemeenten

## Demografie
Onderstaande figuur toont het verloop van het inwonertal (bron: INSEE-tellingen).

## Bezienswaardigheden
- Musée de Feurs
- Kerk Notre-Dame, gotische kerk uit de 15e eeuw
- Château des Minimes, voormalige klooster uit de 18e eeuw
- Château du Palais, 18e eeuw

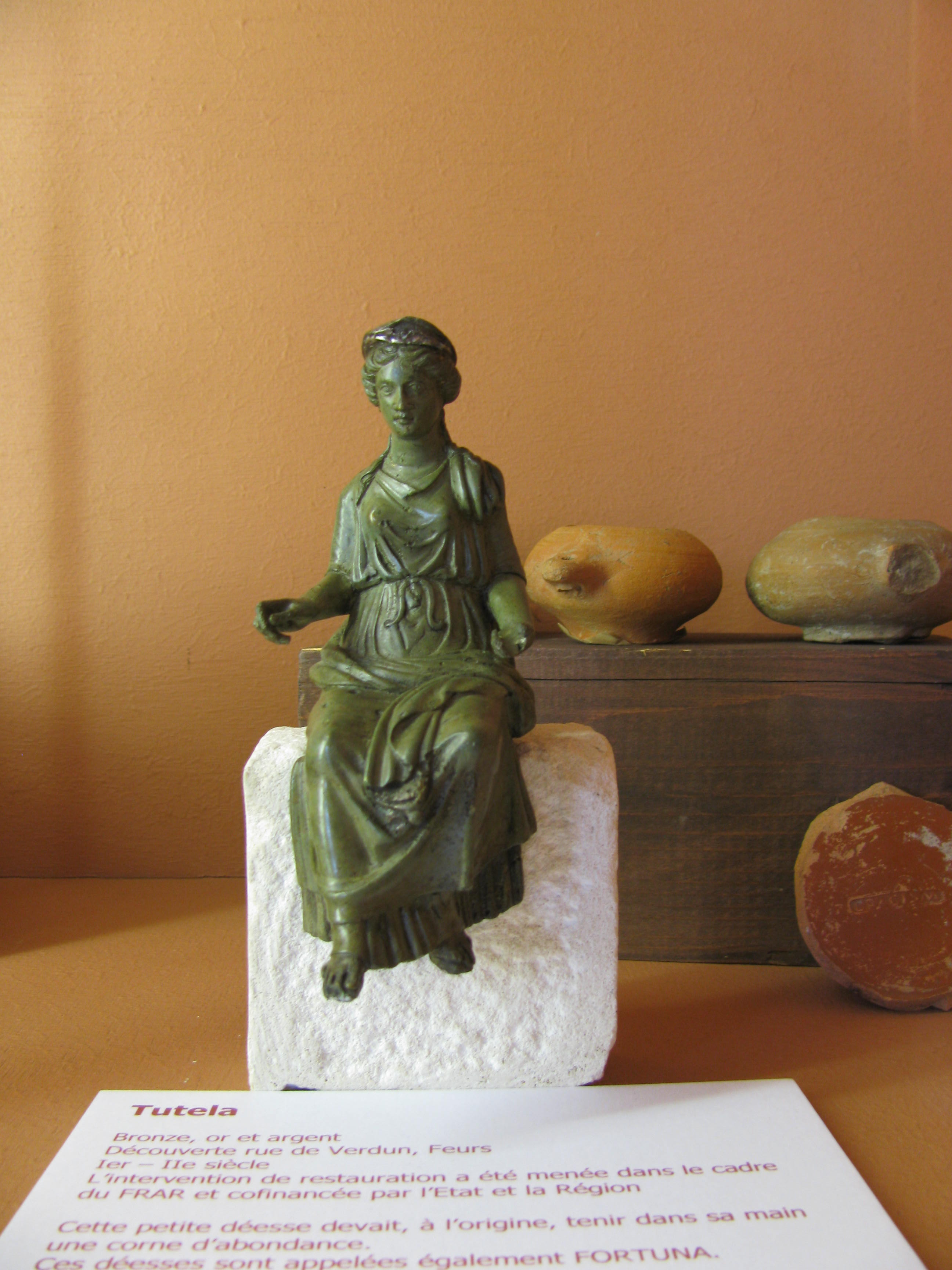
Vondsten in het Musée de Feurs
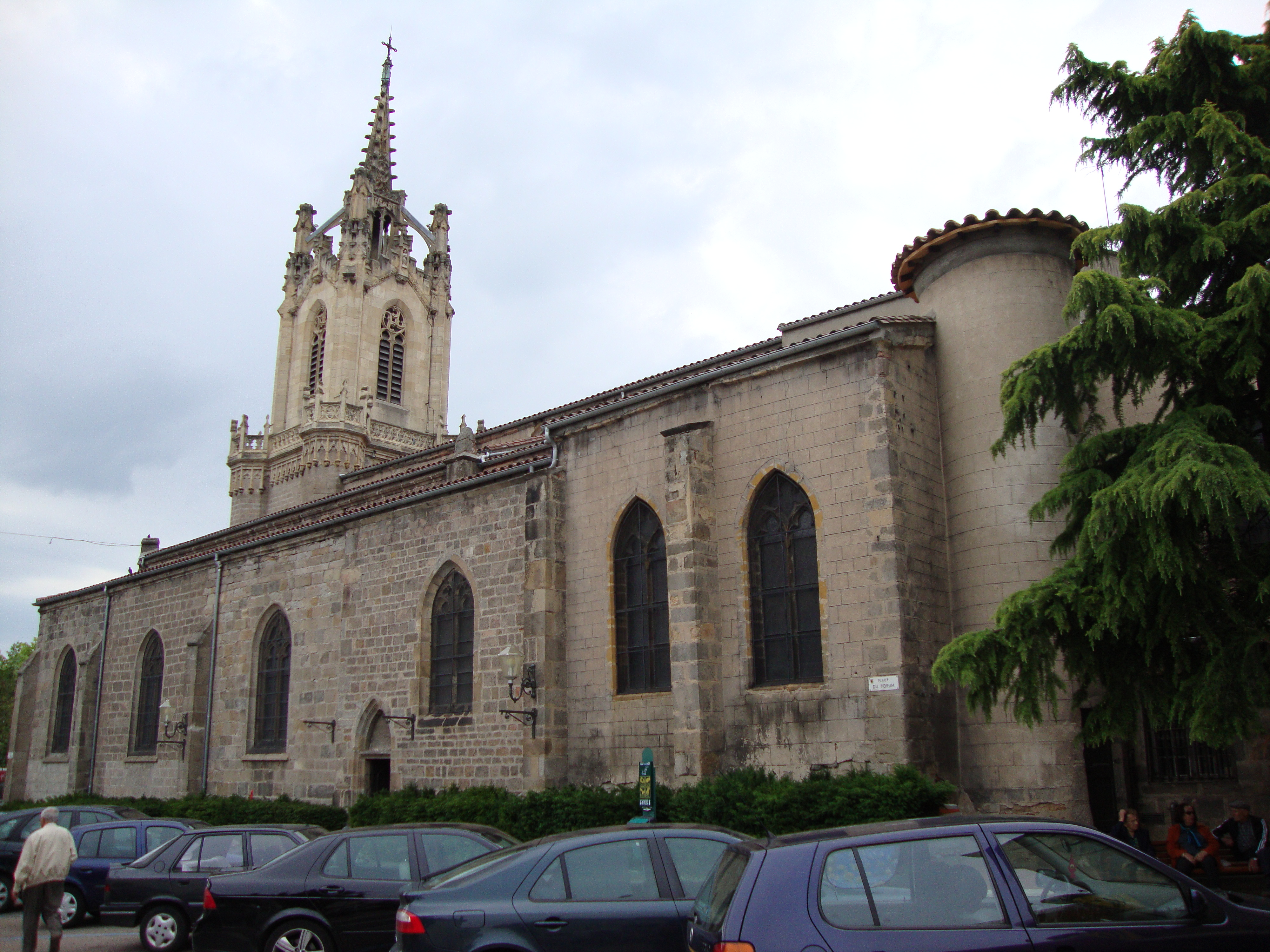
Kerk Notre-Dame
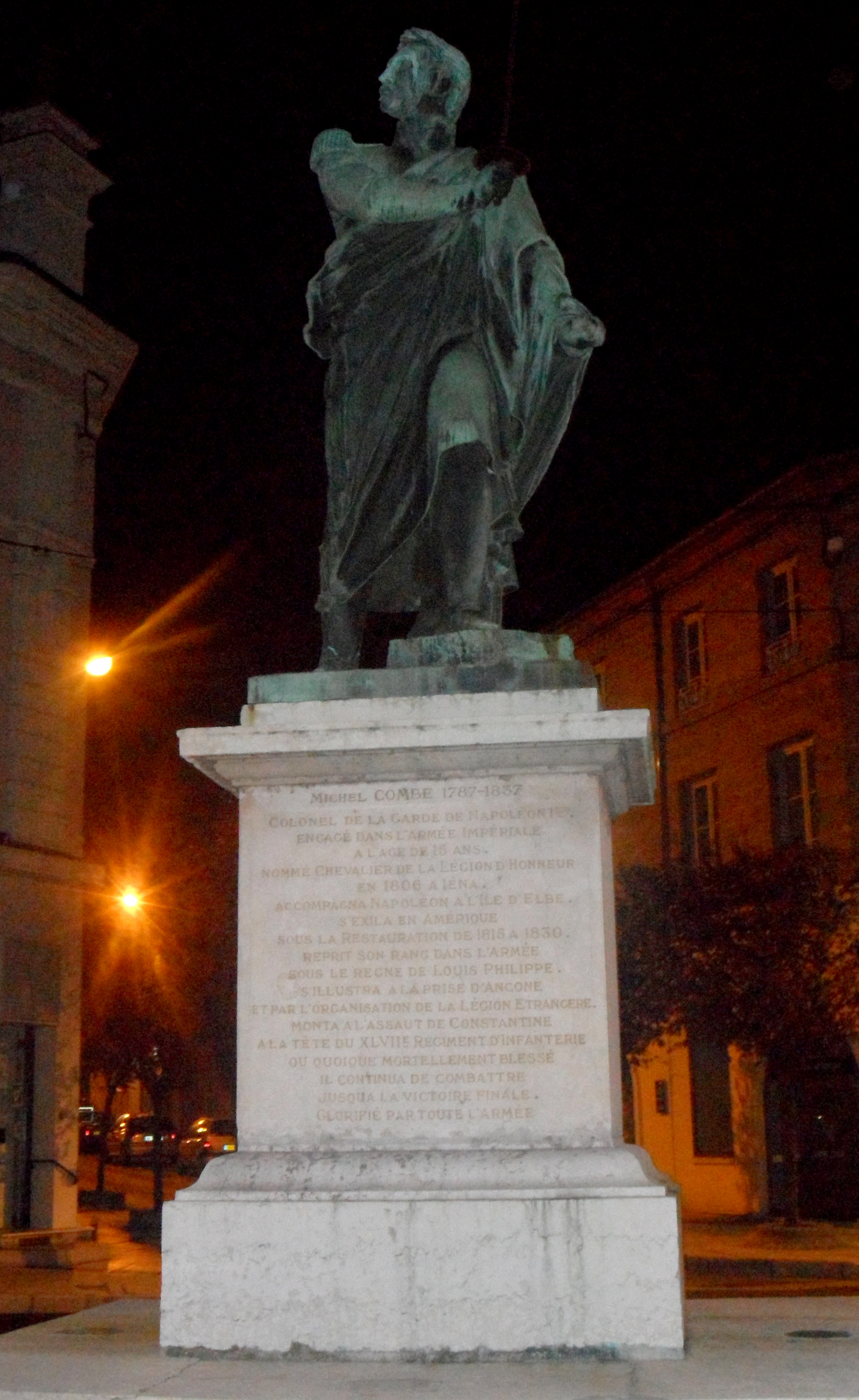
Standbeeld van Michel Combe

## Geboren
- Joseph-Guichard Duverney (1648-1730), arts en anatoom
- Michel Combe (1787-1837), militair
- Henri Berthelot (1861-1931), militair
- Geoffroy Guichard (1867-1940), zakenman, oprichter van de warenhuizen Casino
- Franck Montagny (1978), autocoureur